# Schnarrenberg (Tübingen)

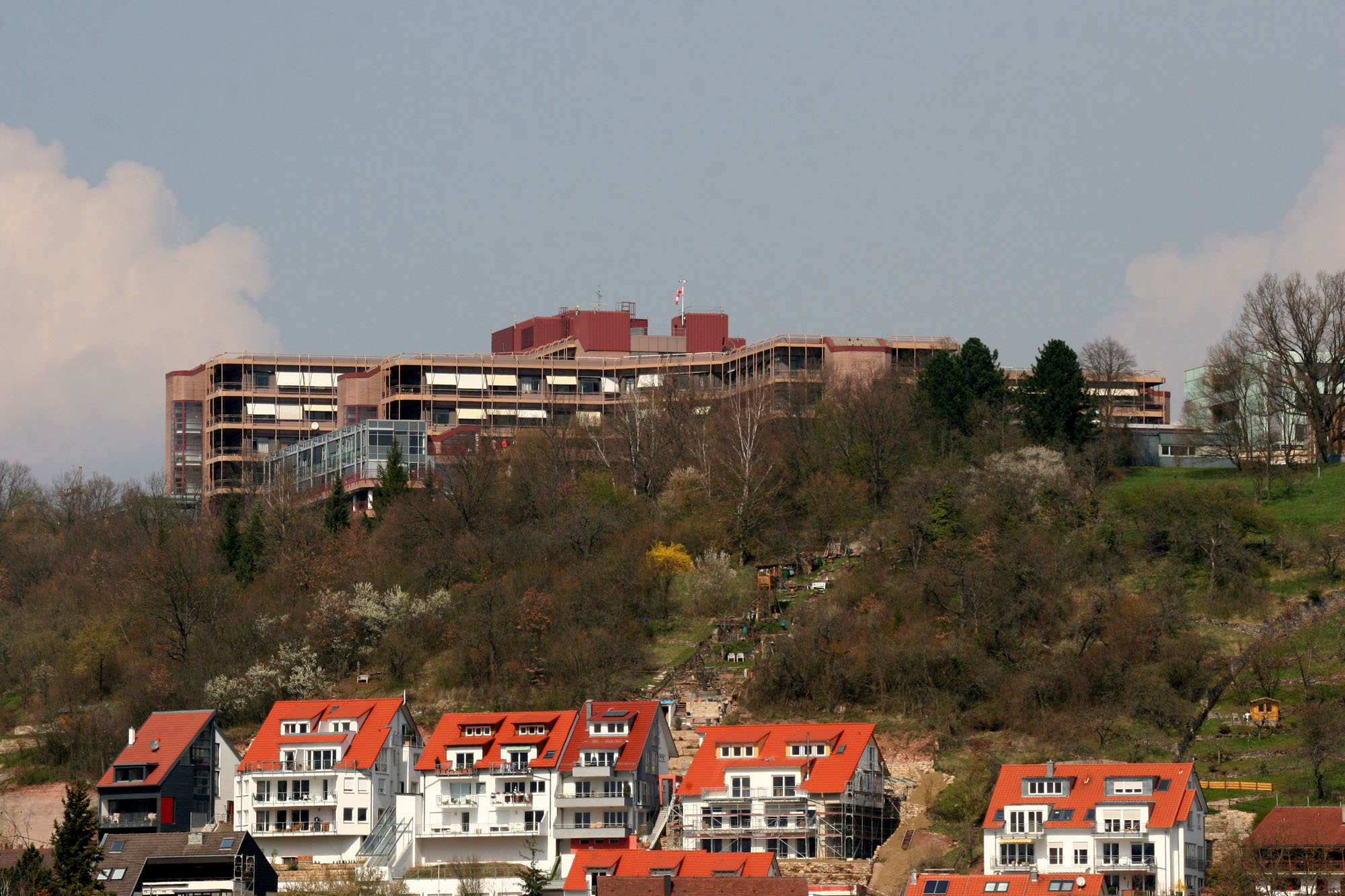
Universitätsklinikum Tübingen (UKT): CRONA-Kliniken auf dem Schnarrenberg

Der Schnarrenberg im Stadtgebiet von Tübingen im baden-württembergischen Landkreis Tübingen ist ein etwa 390 bis 450 m ü. NHN hoher Ostausläufer des Steinenbergs (492 m). Er wird größtenteils von den Gebäuden des Universitätsklinikums Tübingen (UKT) dominiert.

## Geographie

### Lage
Der Schnarrenberg ist Teil der Südabdachung des Schönbuchs und liegt etwa 1,5 km (Luftlinie) nordwestlich des Tübinger Zentrums. Seine Landschaft fällt nach Süden in das Tal der Ammer ab und nach Osten in jenes von deren Zufluss Käsenbach. Nach Südosten geneigt liegt sie zwischen der auf dem Übergangsbereich zum westlich befindlichen Steinenberg verlaufenden Elfriede-Aulhorn-Straße und einem auf dem Südosthang gelegenen Wasserbehälter auf etwa 450 bis 390 m Höhe.

### Naturräumliche Zuordnung
Der Schnarrenberg gehört in der naturräumlichen Haupteinheitengruppe Schwäbisches Keuper-Lias-Land (Nr. 10), in der Haupteinheit Schönbuch und Glemswald (104) und in der Untereinheit Schönbuch (104.1) zum Naturraum Tübinger Stufenrandbucht (104.10).

## Weinbau
Der Südhang des Schnarrenbergs wurde bis Anfang des 20. Jahrhunderts von Tübinger Weingärtnern – den Gôgen – als Weinberg genutzt. Die damaligen Anbauflächen liegen heute wegen der schlechten Bodenqualität fast gänzlich brach. Allerdings ist die weinbaubedingte Terrassierung des Hangs noch heute sichtbar.

## Universitätsklinikum Tübingen
Im auf dem Schnarrenberg befindlichen Universitätsklinikum Tübingen (UKT), das seit Mitte des 19. Jahrhunderts entstand, sind unter anderem die Kinderklinik, die Medizinische Klinik, die HNO-Klinik und die CRONA-Kliniken (Chirurgie, Radiologie, Orthopädie, Neurologie und Anästhesiologie) untergebracht.

## Verkehr
Verkehrsmäßig ist der Schnarrenberg durch die östlich vorbeiführende Schnarrenbergstraße, die im Nordnordwesten in den direkt nördlich an Tübingen vorbei und danach in die Ortschaft hineinführenden Nordring übergeht, gut erschlossen. Von der Schnarrenbergstraße zweigen mehrere in das Klinikum-Gelände führende Stichstraßen ab.